# SI組立単位
SI組立単位（エスアイくみたてたんい、英: SI derived unit）または単に「組立単位」は、国際単位系 (SI) において基本単位の冪乗の積と定義されている。
組立単位の中には固有の名称を持つ 22 の SI単位がある。7つのSI基本単位（以下、「基本単位」と呼ぶ。）とこの22個の組立単位は、SI単位の中核となっている。他のSI単位は全て、この 29個の単位のいくつかとSI接頭語との組み合わせである。

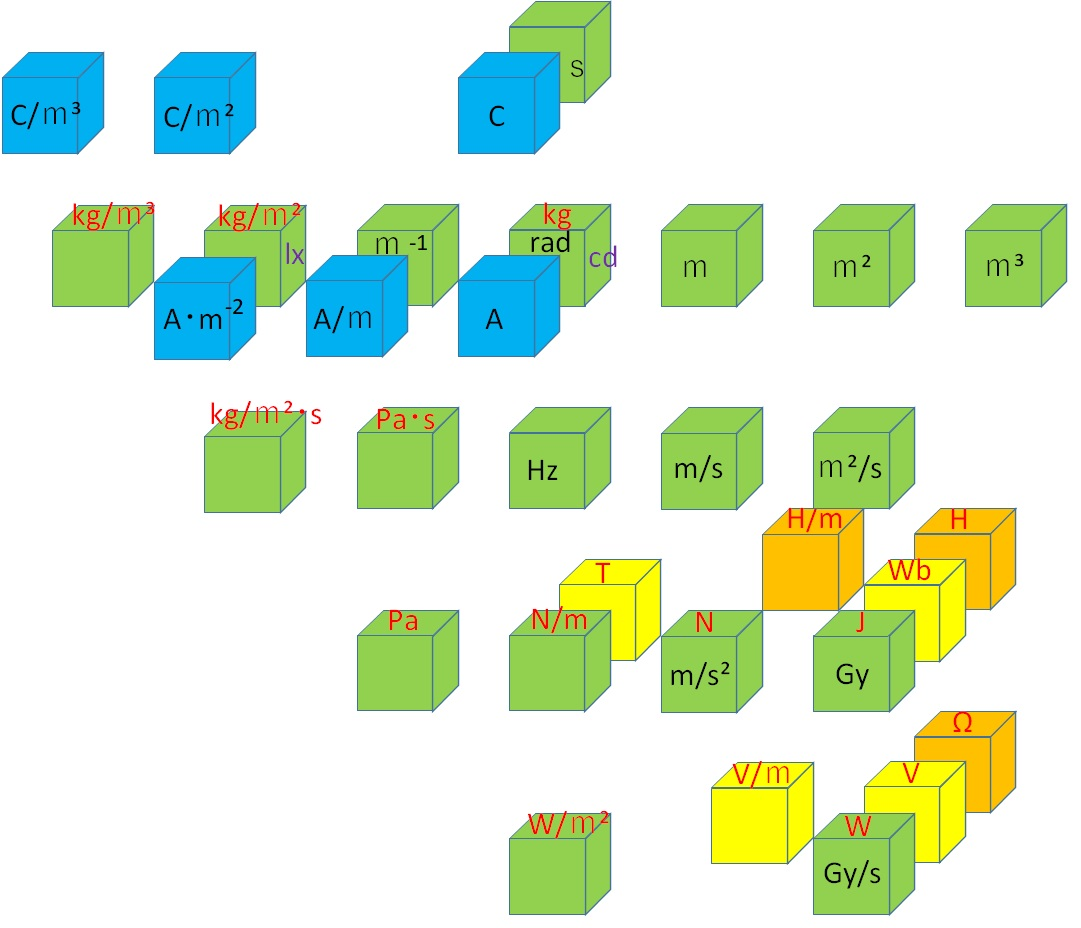
SI組立単位の一例

世の中に存在する量は限りなくあるので、SI組立単位も限りなくあることになる。国際単位系国際文書に掲げられているSI組立単位（#固有の名称と記号を持つ22個のSI単位以外の組立単位）は例示に過ぎず、法定計量単位ではない単位も含まれている。

## 一貫性のある組立単位
組立単位は、基本単位の冪乗の積であるが、この積の係数が 1 のとき、その組立単位は「一貫性のある組立単位」と呼ばれる。SIの基本単位と
一貫性のある組立単位は、一貫性のある集合を形成し、これを「一貫性のあるSI単位」と呼ぶ。

## SI組立単位
下記に、国際単位系（SI）第9版（2019）日本語版 産業技術総合研究所 計量標準総合センター「2.3.4 組立単位」表4～表6で挙げられているSI組立単位を列挙し、更に参考としてその他の組立単位を示す。表5と表6については、世の中に存在する量は限りなくあり、すべてを挙げることは不可能であるので、いくつかの例が挙げられている。

### 固有の名称と記号を持つ22個のSI単位
いくつかのSI組立単位には、利便性の観点から固有の名称と記号が与えられている。固有の名称を持つSI組立単位は、下記に示す22個である。国際単位系国際文書の表4に掲げられている。下方の4つの単位は、健康保護の観点から特別に固有の名称を与えられたものである。
22個のSI組立単位のうち、カタール（kat）は、法定計量単位ではない（法定計量単位の欄が「非」となっている）。
1 K の温度差は 1 °C の温度差と等しいが、絶対温度に関しては、273.15 K の差を考慮しなければならない。「セルシウス度」は、温度差を表すときのみ一貫性がある。
これらの単位のうち、ラジアン(rad)、ステラジアン(sr)、ルーメン(lm)、ルクス(lx)、カタール(kat) の5個の単位は人名に由来しないので、その記号は、小文字で始める。残りの17個の単位は人名に由来するので、その記号は大文字で始める。
なお、単位記号（例えばニュートンの N ）の場合とは異なり、単位の名称を英語で綴る場合は、文頭の場合もしくは表題のように大文字で書き始めるものを除き、newton のように、すべて小文字で書き始める。セルシウス度 (degree Celsius)についても例外ではなく、degree を小文字で始め、その修飾語である Celsius は2語目であり、かつ人名に由来するため大文字の C で始める。
| 組立量                 | 単位の固有の名称              | 基本単位のみによる表現 | 他のSI単位も用いた表現 | SIへの導入年 | 法定計量単位 |
| ---------------------- | ----------------------------- | ---------------------- | ---------------------- | ------------ | ------------ |
| 平面角                 | ラジアン (radian)             | rad = m/m              |                        | 1960         |              |
| 立体角                 | ステラジアン (steradian)      | sr = m2/m2             |                        | 1960         |              |
| 周波数                 | ヘルツ (hertz)                | Hz = s−1               |                        | 1948         |              |
| 力                     | ニュートン (newton)           | N = kg⋅m⋅s−2           |                        | 1948         |              |
| 圧力、応力             | パスカル (pascal)             | Pa = kg⋅m−1⋅s−2        | N/m2                   | 1971         |              |
| エネルギー、仕事、熱量 | ジュール (joule)              | J = kg⋅m2⋅s−2          | N⋅m                    | 1948         |              |
| 仕事率、放射束         | ワット (watt)                 | W = kg⋅m2⋅s−3          | J/s                    | 1948         |              |
| 電荷                   | クーロン (coulomb)            | C = A⋅s                |                        | 1948         |              |
| 電位差                 | ボルト (volt)                 | V = kg⋅m2⋅s−3⋅A−1      | W/A                    | 1948         |              |
| 静電容量               | ファラド (farad)              | F = kg−1⋅m−2⋅s4⋅A2     | C/V                    | 1948         |              |
| 電気抵抗               | オーム (ohm)                  | Ω = kg⋅m2⋅s−3⋅A−2      | V/A                    | 1948         |              |
| コンダクタンス         | ジーメンス (siemens)          | S = kg−1⋅m−2⋅s3⋅A2     | A/V                    | 1971         |              |
| 磁束                   | ウェーバ (weber)              | Wb = kg⋅m2⋅s−2⋅A−1     | V⋅s                    | 1960         |              |
| 磁束密度               | テスラ (tesla)                | T = kg⋅s−2⋅A−1         | Wb/m2                  | 1960         |              |
| インダクタンス         | ヘンリー (henry)              | H = kg⋅m2⋅s−2⋅A−2      | Wb/A                   | 1948         |              |
| セルシウス温度         | セルシウス度 (degree Celsius) | °C = K                 |                        | 1948         |              |
| 光束                   | ルーメン (lumen)              | lm = cd⋅sr             | cd⋅sr                  | 1948         |              |
| 照度                   | ルクス (lux)                  | lx = cd⋅sr⋅m−2         | lm/m2                  | 1948         |              |
| 放射性核種の放射能     | ベクレル (becquerel)          | Bq = s−1               |                        | 1975         |              |
| 吸収線量、カーマ       | グレイ (gray)                 | Gy = m2⋅s−2            | J/kg                   | 1975         |              |
| 線量当量               | シーベルト (sievert)          | Sv = m2⋅s−2            | J/kg                   | 1979         |              |
| 酵素活性               | カタール (katal)              | kat = mol⋅s−1          |                        | 1999         | 非           |

### 基本単位を用いて表現された一貫性のある組立単位の例
国際単位系国際文書の表5に掲げられている。
この表のうち、法定計量単位の欄が「非」となっている組立単位は法定計量単位ではない。
| 組立量         | 量の典型的な記号 | 名称                     | 基本単位のみによる表現 | 法定計量単位 |
| -------------- | ---------------- | ------------------------ | ---------------------- | ------------ |
| 面積           | A                | 平方メートル             | m2                     |              |
| 体積           | V                | 立方メートル             | m3                     |              |
| 速さ、速度     | v                | メートル毎秒             | m/s                    |              |
| 加速度         | a                | メートル毎秒毎秒         | m/s2                   |              |
| 波数           | σ                | 毎メートル               | m−1                    |              |
| 密度、質量密度 | ρ                | キログラム毎立方メートル | kg/m3                  |              |
| 面密度         | ρA               | キログラム毎平方メートル | kg/m2                  |              |
| 比体積         | v                | 立方メートル毎キログラム | m3/kg                  | 非           |
| 電流密度       | j                | アンペア毎平方メートル   | A/m2                   | 非           |
| 磁界強度       | H                | アンペア毎メートル       | A/m                    |              |
| 物質量濃度     | c                | モル毎立方メートル       | mol/m3                 |              |
| 質量濃度       | ρ, γ             | キログラム毎立方メートル | kg/m3                  |              |
| 輝度           | Lv               | カンデラ毎平方メートル   | cd/m2                  |              |

### 名称および記号の中に固有の名称と記号を持つ一貫性のあるSI組立単位が含まれている、一貫性のあるSI組立単位の例
国際単位系国際文書の表6に掲げられている。
固有の名称を持つSI組立単位（22個）は、SI基本単位や他のSI組立単位と組み合わせて他の組立量を表すために用いることができる。
この表のうち、法定計量単位の欄が「非」となっている組立単位は法定計量単位ではない。
| 組立量                       | 一貫性のある組立単位の名称         | 記号      | 基本単位のみによる表現 | 法定計量単位 |
| ---------------------------- | ---------------------------------- | --------- | ---------------------- | ------------ |
| 粘度                         | パスカル秒                         | Pa⋅s      | kg⋅m−1⋅s−1             |              |
| 力のモーメント               | ニュートンメートル                 | N⋅m       | kg⋅m2⋅s−2              |              |
| 表面張力                     | ニュートン毎メートル               | N/m       | kg⋅s−2                 | 非           |
| 角速度、角周波数             | ラジアン毎秒                       | rad/s     | s−1                    |              |
| 角加速度                     | ラジアン毎秒毎秒                   | rad/s2    | s−2                    |              |
| 熱流密度、放射照度           | ワット毎平方メートル               | W/m2      | kg⋅s−3                 |              |
| 熱容量、エントロピー         | ジュール毎ケルビン                 | J/K       | kg⋅m2⋅s−2⋅K−1          |              |
| 比熱容量、比エントロピー     | ジュール毎キログラム毎ケルビン     | J/(kg⋅K)  | m2⋅s−2⋅K−1             |              |
| 比エネルギー                 | ジュール毎キログラム               | J/kg      | m2⋅s−2                 | 非           |
| 熱伝導率                     | ワット毎メートル毎ケルビン         | W/(m⋅K)   | kg⋅m⋅s−3⋅K−1           |              |
| エネルギー密度               | ジュール毎立方メートル             | J/m3      | kg⋅m−1⋅s−2             | 非           |
| 電界の強さ                   | ボルト毎メートル                   | V/m       | kg⋅m⋅s−3⋅A−1           |              |
| 電荷密度                     | クーロン毎立方メートル             | C/m3      | A⋅s⋅m−3                | 非           |
| 表面電荷密度                 | クーロン毎平方メートル             | C/m2      | A⋅s⋅m−2                |              |
| 電束密度、電気変位           | クーロン毎平方メートル             | C/m2      | A⋅s⋅m−2                | 非           |
| 誘電率                       | ファラド毎メートル                 | F/m       | kg−1⋅m−3⋅s4⋅A2         | 非           |
| 透磁率                       | ヘンリー毎メートル                 | H/m       | kg⋅m⋅s−2⋅A−2           | 非           |
| モルエネルギー               | ジュール毎モル                     | J/mol     | kg⋅m2⋅s−2⋅mol−1        | 非           |
| モルエントロピー、モル熱容量 | ジュール毎モル毎ケルビン           | J/(mol⋅K) | kg⋅m2⋅s−2⋅mol−1⋅K−1    | 非           |
| 照射線量（X線およびγ線）     | クーロン毎キログラム               | C/kg      | A⋅s⋅kg−1               |              |
| 吸収線量率                   | グレイ毎秒                         | Gy/s      | m2⋅s−3                 |              |
| 放射強度                     | ワット毎ステラジアン               | W/sr      | kg⋅m2⋅s−3              |              |
| 放射輝度                     | ワット毎平方メートル毎ステラジアン | W/(m2⋅sr) | kg⋅s−3                 | 非           |
| 酵素活性濃度                 | カタール毎立方メートル             | kat/m3    | mol⋅s−1⋅m−3            | 非           |

## その他の組立単位の例
以下の一貫性のある組立単位は、SI文書第9版（2019）には掲げられていない。参考として列挙したものである。
この表のうち、法定計量単位の欄が「非」となっている組立単位は法定計量単位ではない。
| 組立量       | 名称                         | 記号      | SI基本単位による表し方 | 法定計量単位 |
| ------------ | ---------------------------- | --------- | ---------------------- | ------------ |
| 動粘度       | 平方メートル毎秒             | m2/s      |                        |              |
| 質量吸収係数 | 平方メートル毎キログラム     | m2/kg     |                        | 非           |
| 質量モル濃度 | モル毎キログラム             | mol/kg    |                        | 非           |
| モル体積     | 立方メートル毎モル           | m3/mol    |                        | 非           |
| 拡散率       | 平方メートル毎秒             | m2/s      |                        | 非           |
| 質量流量密度 | キログラム毎平方メートル毎秒 | kg/(m2⋅s) |                        | 非           |
| 導電率       | ジーメンス毎メートル         | S/m       | kg−1⋅m−3⋅s3⋅A2         | 非           |
| モル導電率   | ジーメンス平方メートル毎モル | S⋅m2/mol  | kg−1⋅s3⋅A2⋅mol−1       | 非           |

## 補助単位の廃止
ラジアンとステラジアンは、かつては補助単位に位置づけられていたが、1995年の国際度量衡総会(CGPM)において、補助単位という区分は廃止すること、この2つの単位は無次元の組立単位として解釈することが決議された。この決議に基づき、1998年のSI国際文書第7版から、補助単位のカテゴリーは廃止され、ラジアンとステラジアンは組立単位に分類された。